# Richard Mollier

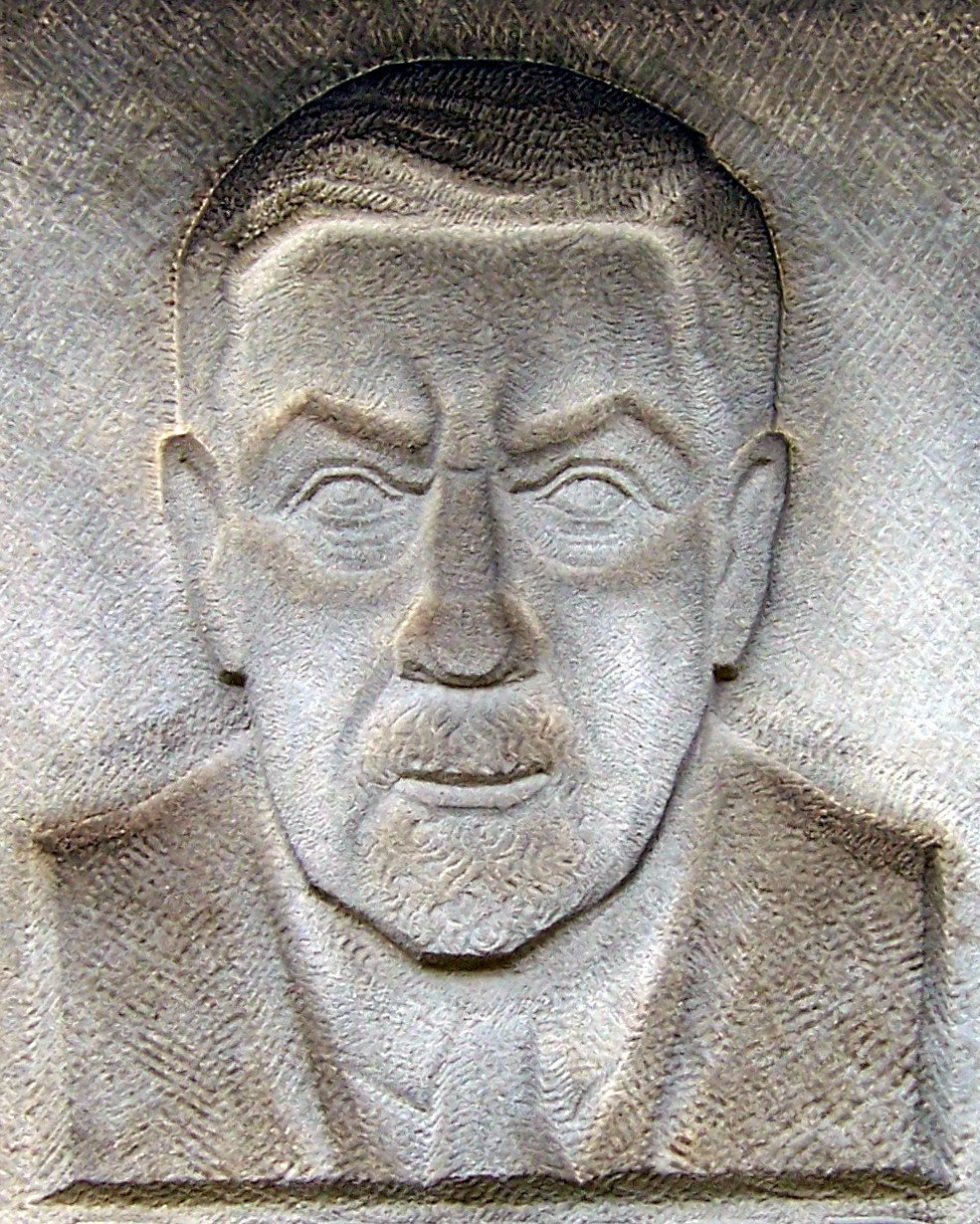
Richard Mollier, Ausschnitt aus einer Plakette zum 100. Geburtstag Molliers in Dresden

Richard Mollier (* 30. November 1863 in Triest; † 13. März 1935 in Dresden) war Professor für angewandte Physik und Maschinenbau in Göttingen und Dresden und ein Pionier der Erforschung physikalischer Daten für die Wärmelehre, insbesondere für Wasser, Dampf und feuchte Luft.

## Leben

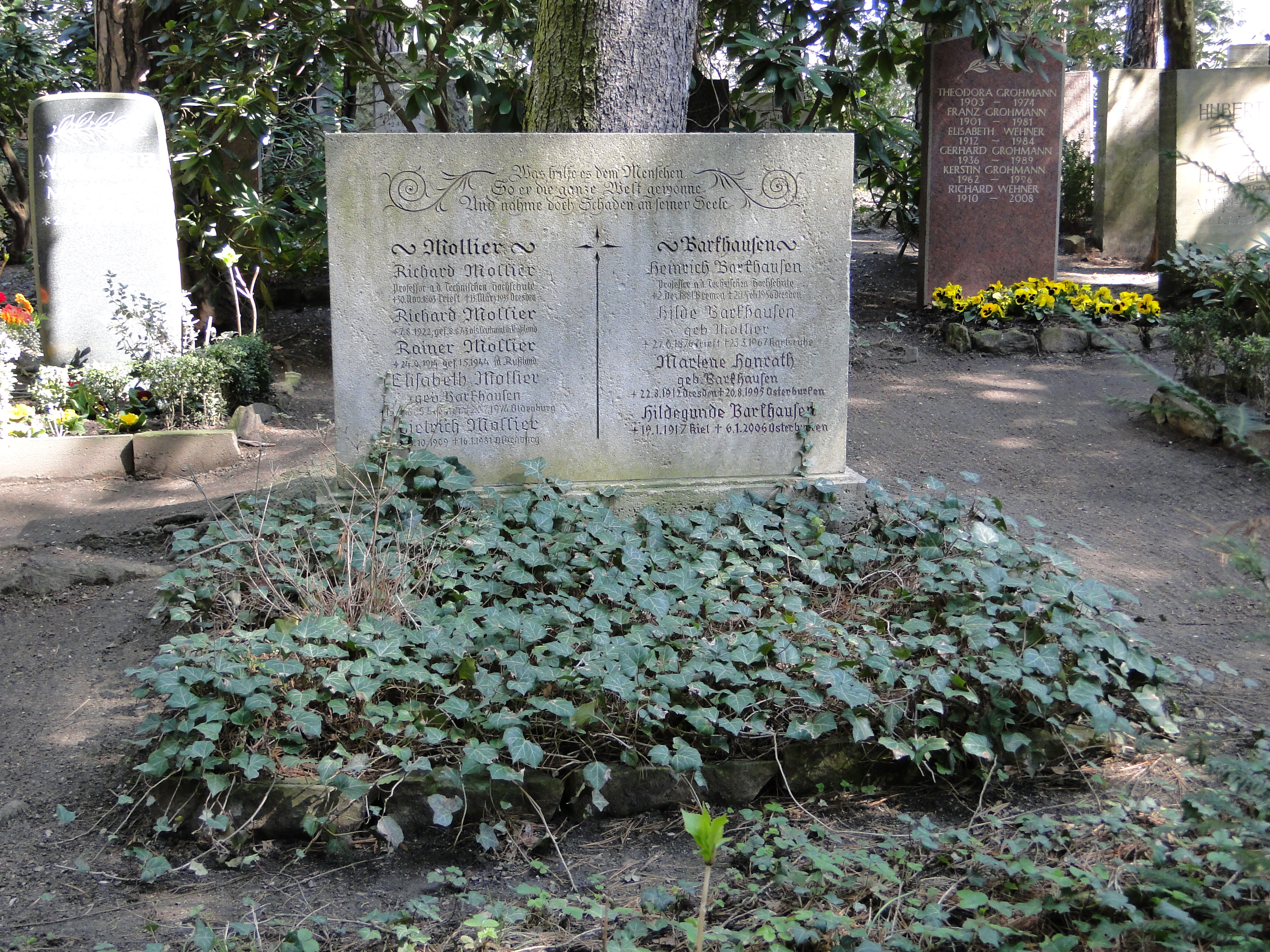
Richard Molliers Grab auf dem Urnenhain Tolkewitz

Nach dem Besuch eines deutschen Gymnasiums in Triest begann Mollier sein Studium der Mathematik und Physik an der Universität Graz und setzte es an der Technischen Fachschule München fort. Als Privatdozent für theoretische Maschinenlehre legte Mollier die ersten Veröffentlichungen vor. Nach einer kurzen, 1896 begonnenen Göttinger Episode wurde Mollier 1897 als Nachfolger Gustav Zeuners ordentlicher Professor für Maschinenlehre an der Technischen Hochschule Dresden. Die 1904 veröffentlichten „Neue Diagramme zur Technischen Wärmelehre“ erleichterten das Berechnen thermodynamischer Prozesse sehr.
Im Jahr 1923 beschloss ein Thermodynamiker-Kongress in Los Angeles, alle Diagramme, die auf einer Achse die Enthalpie darstellen, nach Mollier zu benennen, z. B. das H-s-Diagramm für Wasserdampf oder das h-x-Diagramm für feuchte Luft.
1928 wurde er mit der Grashof-Denkmünze des Vereins Deutscher Ingenieure (VDI) ausgezeichnet.
Mollier starb 1935 in Dresden. Sein Grab befindet sich auf dem Urnenhain Tolkewitz. An der TU Dresden erinnert der Mollier-Bau an den Wissenschaftler. Anlässlich seines 100. Geburtstages wurde am Mollier-Bau eine Gedenktafel enthüllt.
Mollier war Mitglied des VDI und des Dresdener Bezirksvereins des VDI.

## Veröffentlichungen (Auswahl)
- Das Wärmediagramm (Entropie-Temperatur-Diagramm) (1893). Digitalisat der SLUB Dresden
- Die Entropie der Wärme (1895)
- Dampftafeln und Diagramme des Kohlendioxid (1896)
- Neue Diagramme zur Technischen Wärmelehre (1904)